# Torben Engelking
Torben Engelking (* 28. Juni 1996 in Stadthagen) ist ein deutscher Fußballspieler.

## Karriere
Engelking begann mit dem Fußballspielen beim VfL Bad Nenndorf und beim TSV Havelse. Im Sommer 2012 wechselte er in die Jugendabteilung des 1. FC Germania Egestorf/Langreder. Nach insgesamt 120 Spielen in der Oberliga Niedersachsen und der Regionalliga Nord, bei denen ihm insgesamt 30 Tore gelangen, wechselte er im Sommer 2019 innerhalb der Liga zu seinem Jugendverein TSV Havelse. Nachdem er dort seine erste Saison 2019/20 bis zu deren vorzeitigen Abbruch aufgrund der COVID-19-Pandemie als Stammspieler bestritten hatte, verletzte er sich zu Beginn der folgenden Spielzeit im September 2020 und fiel über ein Jahr lang aus. Der Mannschaft gelang in der Zwischenzeit der Aufstieg in die 3. Liga. Nach seiner Rückkehr gab Engelking dort am 14. Januar 2022, dem 21. Spieltag, schließlich sein Profiliga-Debüt bei der 0:1-Heimniederlage gegen den MSV Duisburg, wobei er in der 78. Spielminute für Nils Piwernetz eingewechselt wurde. Bis zum Saisonende kam er insgesamt in neun Drittligapartien jeweils nach Einwechslung zum Einsatz und stieg mit der Mannschaft im Sommer 2022 wieder zurück in die Regionalliga ab. Dort konnte er sich in der folgenden Saison 2022/23 erneut als Stammspieler durchsetzen.

## Erfolge
- Niedersachsenpokal-Sieger: 2019/20
- Aufstieg in die 3. Liga: 2020/21